# 泉州捆蹄
泉州捆蹄是闽南地区特色小吃，起源於泉州市晋江市安海鎮。发明至今已有近百历史。其得名原因在于用绳子捆扎猪蹄所以名为“捆蹄”。

## 制作以及食用方式
将猪的前蹄切开，整只连蹄扒皮。将其中的瘦肉剔出，骨头剔除，仅剩一张完整的猪前蹄皮。然后将瘦肉加入盐巴、味精、糖、料酒等腌制，猪前蹄皮去毛并刮净皮下脂肪。然后将腌好的猪肉重新回填进猪前蹄皮内，并用钢针将其缝好以免蒸煮时破裂。然后用纱布包裹并用竹子或木棍加紧，在捆上绳子，下锅去煮熟。冷却大约1小时，然后解开绳子、竹子、纱布，再放到冰箱冷冻，食用时解冻即可。
食用时：用刀将捆蹄对半破开，将其一片一片的切好摆盘。蘸上蒜头，酱油，醋等制作的酱料食用。